# Müslüm Atav
Müslüm Atav (* 7. September 1981) ist ein österreichischer Fußballspieler mit türkischen Wurzeln. Seit Sommer 2018 spielt er für den FC Rot-Weiß Rankweil.

## Leben und Karriere
Müslüm Atav begann seine Karriere bei der Jugendmannschaft des Liechtensteiner Klubs USV Eschen-Mauren, wo er in unterklassigen Schweizer Jugendligen spielte. Im Jahr 1998 wechselte er nach Österreich zum SC Göfis. Im Jahr 2003 schloss er sich dem VfB Hohenems an, wo er zum ersten Mal bei einer ersten Mannschaft spielte. 2005 – mit 24 Jahren – kam er zum SCR Altach, wo er 2006 mit den Vorarlbergern in die Bundesliga aufstieg. Im gleichen Jahr gab er sein Debüt in der höchsten österreichischen Liga. Atav bekam gesundheitliche Probleme, die ihn fast zu einem ganzen Jahr Pause zwangen. Sein Vertrag wurde anschließend nicht mehr verlängert. Im Jahr 2008 wagte er beim FC Höchst einen Neuanfang. In der Saison 2008/09 konnte er in der Regionalliga West acht Tore in 24 Spielen erzielen, stieg mit seinem Klub aber am Saisonende ab. Atav kehrte anschließend zum SC Göfis zurück. Anfang 2011 wechselte er erneut zum VfB Hohenems, wo er in der Vorarlbergliga sechs Tore bei zwölf Einsätzen erzielen konnte. Im Sommer 2011 schloss er sich dem SC Tisis in der 1. Landesklasse an. In den folgenden Jahren spielte er bei lokalen Vereinen.